# 旭爪裕美子
旭爪裕美子（ひのつめ ゆみこ）は、日本のピアニスト。広島県廿日市市在住。妹の旭爪千恵はヴァイオリニスト。また、女優の月丘夢路は親戚にあたる。

## 経歴
広島県広島市出身。6歳よりピアノを始める。1988年に廿日市市の団地に転居する。桐朋学園大学音楽学部演奏学科卒業。同大学研究科およびエリザベト音楽大学大学院修士課程を修了。フランス国立ルイユ・マルメゾン音楽院上級課程を首席で卒業。同音楽院最上級課程を審査員満場一致で卒業。併せてパリ・エコール・ノルマル音楽院室内楽最上級課程を卒業。ヨーロッパ音楽コンクールピアノ部門（仏）にて第1位入賞、第18回サン・ノム・ラ・ブレテシュピアノコンクール（仏）にて一等メダルを受賞。グリーグ国際ピアノコンクール（ノルウェー）にてディプロマ賞併せてラフマニノフ特別賞受賞、第9回マリーズ・シェラン国際ピアノコンクール（仏）にて第2位入賞、他数々のコンクールで上位入賞を果たす。フランスにてソロリサイタルを開催し、好評を博す。2000年に同じくフランスで音楽留学をしていた妹と「デュオ旭爪姉妹」をパリで結成し姉妹アンサンブルでの活動も開始する。フランスでの生活は4年間で終え、妹とともに2004年1月に帰国し廿日市市に戻る。東京オペラシティ、カザルスホールなどのコンサートに多数出演。これまでにピアノを瀬尾真理子、小嶋素子、米田栄子、北村陽子、花房晴美、シャンタル・リュウ、デジレ・エンカウアの各氏に、室内楽を岩崎淑、ジャック・シャール、ドゥヴィ・エルリーの各氏に師事。現在、エリザベト音楽大学にて後進の指導にもあたっている。2009年より世界文化遺産宮島観光大使に任命され、音楽を通して宮島の魅力を伝える活動もしている。

## FM出演
- デュオ旭爪姉妹のクラシックをご一緒に♪
FMはつかいち76.1MHz　毎週木曜日　午前10:00～11:00
2013年4月より、毎週1時間の番組をデュオ旭爪姉妹が担当。毎回ごとのテーマや放送曲名などが、デュオ旭爪姉妹オフィシャルウェブサイトに掲載されている。